# Agim Doçi
Agim Doçi (ur. 9 maja 1948 w Szkodrze, zm. 23 czerwca 2024 w Tiranie) – albański poeta i tekściarz, twórca ponad 3 tys. tekstów piosenek.

## Życiorys
Po ukończeniu nauki w szkole średniej w Szkodrze studiował inżynierię na Uniwersytecie Tirańskim. Pracował następnie w zakładach przemysłowych, a także trudnił się rybactwem.
Po wybuchu wojny w Kosowie w 1996 roku wraz z kilkoma albańskimi artystami zagrał koncerty w 22 europejskich krajach, następnie zamieszkał w Lugano.
Wśród licznych jego tekstów do piosenek znajdowały się słowa piosenki The Image of You autorstwa Anjezy Shahini (utwór został zaśpiewany na Konkursie Piosenki Eurowizji 2004), kilkadziesiąt tekstów patriotycznych oraz około 100 tekstów do pieśni o wojnie w Kosowie. Sam Doçi zdobył ponad 50 nagród.
Zmarł 24 czerwca 2024 roku około godziny 6 rano, został pochowany już następnego dnia.

## Życie prywatne
Był synem Shqiponji oraz Mëhilla; obaj należeli do Armii Narodowo-Wyzwoleńczej, a po II wojnie światowej byli członkami Komunistycznej Partii Albanii.
W 1971 roku wziął ślub, miał córkę.